# Ібіс священний
Ібіс священний (Threskiornis aethiopicus) — птах родини ібісових.

## Поширення

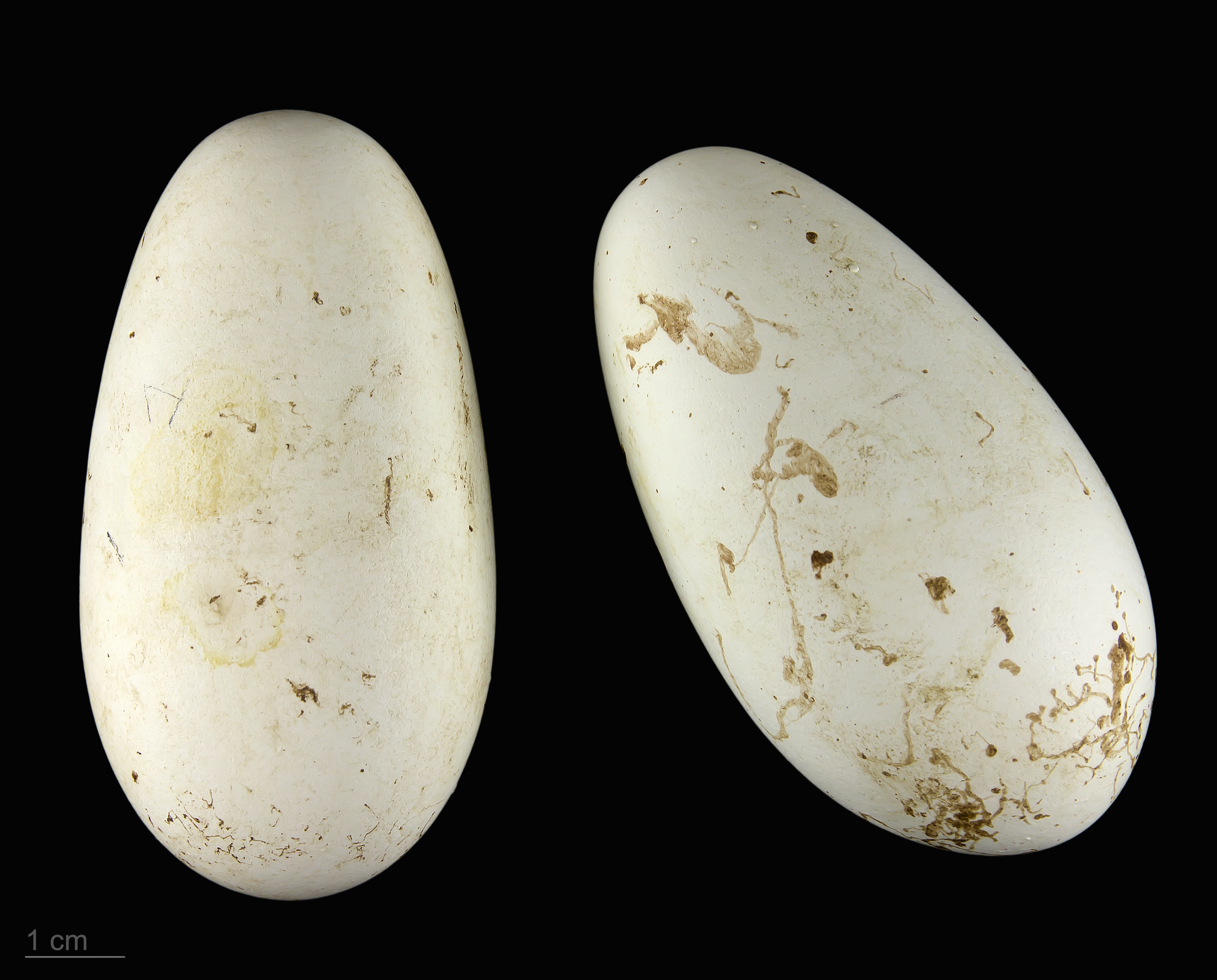
Яйце ібіса священного (Threskiornis aethiopicus). Тулузький музей.

У наш час гніздиться в країнах Північної Африки та Іраку. В Єгипті трапляється надзвичайно рідко, але південніше Хартума вони досить численні. 
Наприкінці ХІХ ст. вид було завезено до європейських зоопарків, звідки птахи тікали у природу. Нині трапляється в деяких країнах Європи. В Європейському Союзі включено до списку чужорідних інвазійних видів.

## Екологія
Гніздиться колоніями на деревах, часто разом з іншими лелекоподібними, наприклад, із чаплями. Гнізда будує з ціпків, відкладає 2-3 яйця. Живиться рибою, жабами та комахами.

## Значення
Назву свою дістав тому, що був священним птахом у Стародавньому Єгипті. Ібіс був символом Тота — бога мудрості та правосуддя, якому часто поклонялися в образі Ібіса (зображували його з головою ібіса; цей же птах слугував ієрогліфічним знаком його імені). У храмі Тота утримувалися численні ібіси. Трупи ібісів піддавалися бальзамуванню. У Стародавньому Єгипті ібіси були досить численні та безперешкодно водилися навіть у містах. 